# Campionato europeo maschile di pallavolo 2005
Il XXIV campionato europeo maschile di pallavolo fu il primo nella storia della competizione ad essere organizzato da due paesi, Italia e Serbia e Montenegro. Si svolse nelle città di Roma e Belgrado dal 2 all'11 settembre 2005. Al torneo parteciparono 12 squadre nazionali europee e la vittoria finale andò per la sesta volta all'Italia.

## Qualificazioni
Al campionato europeo partecipano le nazionali dei paesi ospitanti, le prime 4 squadre classificate nel campionato del 2003 e 6 squadre provenienti dai gironi di qualificazione.

### Squadre già qualificate
- Italia (Paese ospitante)
- Serbia e Montenegro (Paese ospitante)
- Francia (2º posto nel campionato europeo 2003)
- Russia (3º posto nel campionato europeo 2003)
- Polonia (5º posto nel campionato europeo 2003)
- Paesi Bassi (6º posto nel campionato europeo 2003)

### Gironi di qualificazione
| Girone A         | Girone B               | Girone C         | Girone D         |
| ---------------- | ---------------------- | ---------------- | ---------------- |
| Portogallo       | Croazia                | Grecia           | Rep. Ceca        |
| Germania         | Spagna                 | Bulgaria         | Ucraina          |
| Ungheria Israele | Bielorussia Slovacchia | Finlandia Belgio | Estonia Slovenia |

## Impianti
|                                                                    |                                                                         |
|                                                                    |                                                                         |
| PalaLottomatica Città: Roma Capienza: 11.200 Anno d'apertura: 1960 | Beogradska Arena Città: Belgrado Capienza: 20.000 Anno d'apertura: 2004 |

## Squadre partecipanti
| - Croazia - Francia - Grecia - Italia - Paesi Bassi - Polonia | - Portogallo - Rep. Ceca - Russia - Serbia e Montenegro - Spagna - Ucraina |

## Gironi
| Gruppo A                                         | Gruppo B                                                        |
| ------------------------------------------------ | --------------------------------------------------------------- |
| Italia Russia Croazia Portogallo Polonia Ucraina | Serbia e Montenegro Spagna Francia Paesi Bassi Grecia Rep. Ceca |

## Fase finale

### Finali 1º e 3º posto - Roma
|  | Semifinali          | Semifinali          | Semifinali |        |        | Finale              | Finale              | Finale          |  |
|  |                     |                     |            |        |        |                     |                     |                 |  |
|  | Russia              | Russia              | 3          |        |        |                     |                     |                 |  |
|  | Russia              | Russia              | 3          |        |        |                     |                     |                 |  |
|  | Spagna              | Spagna              | 2          |        |        |                     |                     |                 |  |
|  | Spagna              | Spagna              | 2          |        | Russia | Russia              | 2                   |                 |  |
|  |                     |                     |            |        | Russia | Russia              | 2                   |                 |  |
|  |                     |                     | Italia     | Italia | 3      |                     |                     |                 |  |
|  | Italia              | Italia              | Italia     | Italia | 3      | 3                   |                     |                 |  |
|  | Italia              | Italia              |            |        |        | 3                   |                     |                 |  |
|  | Serbia e Montenegro | Serbia e Montenegro | 2          |        |        | Finale 3º posto     | Finale 3º posto     | Finale 3º posto |  |
|  | Serbia e Montenegro | Serbia e Montenegro | 2          |        |        |                     |                     |                 |  |
|  |                     |                     |            |        |        |                     |                     |                 |  |
|  |                     |                     |            |        |        | Spagna              | Spagna              | 0               |  |
|  |                     |                     |            |        |        | Spagna              | Spagna              | 0               |  |
|  |                     |                     |            |        |        | Serbia e Montenegro | Serbia e Montenegro | 3               |  |

## Podio

### Campione
Formazione: 1 Luigi Mastrangelo, 3 Giacomo Sintini, 5 Valerio Vermiglio, 7 Alessandro Paparoni, 8 Alberto Cisolla, 9 Cristian Savani, 10 Luca Tencati, 12 Mirko Corsano, 14 Alessandro Fei, 16 Michał Łasko, 17 Paolo Cozzi, 18 Matej Černič, CT: Gian Paolo Montali

### Secondo posto
Formazione: 1 Vladimir Mel'nik, 4 Taras Chtej, 5 Pavel Abramov, 7 Aleksej Kazakov, 8 Sergej Tetjuchin, 9 Semën Poltavskij, 10 Aleksej Verbov, 11 Konstantin Ušakov, 12 Sergej Baranov, 14 Andrej Egorčev, 16 Nikolaj Apalikov, 17 Sergej Makarov, CT: Gennadij Šipulin

### Terzo posto
Formazione: 2 Dejan Bojović, 4 Bojan Janić, 5 Aleksandar Mitrović, 6 Slobodan Boškan, 7 Dragan Stanković, 8 Marko Samardžić, 9 Nikola Grbić, 11 Novica Bjelica, 12 Andrija Gerić, 13 Goran Vujević, 14 Ivan Miljković, 15 Ivan Ilić, CT: Ljubomir Travica

## Classifica finale
| Classifica | Squadre             | Qualificazione                                     |
| ---------- | ------------------- | -------------------------------------------------- |
| Oro        | Italia              | Grand Champions Cup 2005 - Campionato europeo 2007 |
| Argento    | Russia              |                                                    |
| Bronzo     | Serbia e Montenegro | Campionato europeo 2007                            |
| 4          | Spagna              | Campionato europeo 2007                            |
| 5          | Polonia             | Campionato europeo 2007                            |
| 6          | Grecia              | Campionato europeo 2007                            |
| 7          | Francia             | Campionato europeo 2007                            |
| 8          | Croazia             |                                                    |
| 9          | Rep. Ceca           |                                                    |
| 10         | Portogallo          |                                                    |
| 11         | Paesi Bassi         |                                                    |
| 12         | Ucraina             |                                                    |